# Expedició 38
L'Expedició 38 va ser la 38a estada de llarga durada a l'Estació Espacial Internacional.

## Tripulació
| Posició            | Primera Part (Novembre de 2013)              | Segona Part (Novembre de 2013 a març de 2014)   |
| ------------------ | -------------------------------------------- | ----------------------------------------------- |
| Comandant          | Oleg Kótov, RSA Tercer vol espacial          | Oleg Kótov, RSA Tercer vol espacial             |
| Enginyer del vol 1 | Sergey Ryazansky, RSA Primer vol espacial    | Sergey Ryazansky, RSA Primer vol espacial       |
| Enginyer del vol 2 | Michael S. Hopkins, NASA Primer vol espacial | Michael S. Hopkins, NASA Primer vol espacial    |
| Enginyer del vol 3 |                                              | Koichi Wakata, JAXA Quart vol espacial          |
| Enginyer del vol 4 |                                              | Richard A. Mastracchio, NASA Quart vol espacial |
| Enginyer del vol 5 |                                              | Mikhaïl Tiurin, RSA Tercer vol espacial         |

Font
JAXA, NASA, ESA